# Medaille für die Ehrenwache an den Königsgräbern
Die Medaille für die Ehrenwache an den Königsgräbern (it. Medaglia d´argento per la guardia d´onore alle tombe reali al) war eine Auszeichnung des Königreiches Italien, welche 1879 durch König Umberto in einer Stufe gestiftet wurde. Die Verleihung erfolgte an alle Angehörige der Ehrenwache bei den Königsgräbern im Pantheon in Rom.

## Aussehen und Trageweise
Die silberne Medaille zeigt auf ihrem Avers die links blickende Kopfbüste des Königs Umberto in einem Mittelmedaillon, umschlossen von der Umschrift VITTEM AN III RE D´ITALIA. Das Mittelmedaillon ist vor einem fünfarmigen Stern abgebildet, zwischen dessen Spitzen Lorbeerzweige zu sehen sind. Das Revers ist glatt und zeigt die sechzeilige Inschrift  AI / VETERANI E REDUGI / GUARDIA D´ONORE / ALLE TOMRE DEI RE / VITTORIO EMANUELLE II / E UMBERTO I. (Den Veteranen der Ehrenwache am Grabe des Königs Viktor Emanuell II). Getragen wurde die Medaille an der linken oberen Brustseite des Beliehenen an einem blauen Band, das in seiner Mitte einen senkrechten weißen Mittelstreifen zeigt sowie am vorderen Rand einen grünen und auf der Rückseite des Bandes einen roten Streifen.